# René Sabatier de Lachadenède
René Étienne Gustave Auguste Sabatier de Lachadenède (Toulon, 8 février 1911-Toulon, 16 juillet 1992), est un officier de marine français.

## Biographie
Il entre à l'École navale en octobre 1929. Enseigne de vaisseau de 2e classe (octobre 1931), il est affecté sur le croiseur Primauguet au sein des F.N.E.O. (Forces navales d'Extrême-Orient puis sur la canonnière Doudart-de-Lagrée.
Enseigne de vaisseau de 1re classe (octobre 1933), il sert sur le torpilleur Mistral à Toulon puis est officier élève à l’École des officiers torpilleurs (1935) avant de servir à bord, successivement, des contre-torpilleurs Le Malin (1936) et Verdun (1938) avec lequel il participe aux patrouilles déclenchées par la guerre civile espagnole.
Lieutenant de vaisseau (avril 1939), il est affecté en 1940 sur le contre-torpilleur Chevalier-Paul (5e division de contre-torpilleurs), qui participe au bombardement de Gênes le 14 juin 1940 par la 3e escadre, et qui sera torpillé le 16 juin 1941 pendant la campagne de Syrie. Pour sa bravoure Lachadenède obtient alors deux citations.
Toujours à Toulon, il est ensuite affecté sur le contre-torpilleur Valmy puis sur le croiseur lourd Colbert.
Après avoir été placé sous statut de congé d'armistice (1943-44), Lachadenède est affecté en 1944 comme officier en second du destroyer d'escorte Somali ; puis en 1946, à la Direction du personnel militaire de la marine (E.M.G.M., section organisation).
Promu capitaine de corvette (décembre 1946), il commande l'aviso Gazelle à Diego-Suarez de 1948 à 1950 avant d'être affecté à l'état-major particulier du ministre de la Défense nationale puis à l'état-major général de la Marine (E.M.G./3 Section "Plans") du 1951 à 1953.
En (juillet 1951) Lachadenède est promu capitaine de frégate, sert à l'état-major de l'amiral commandant l'escadre de la Méditerranée puis commande en 1954-1955 la 1re division d'escorteurs et le destroyer d'escorte Arabe avant d'être muté au Service presse-information puis à la 1re flottille d'escorteurs d'escadre.
Capitaine de vaisseau (août 1958), il commande en 1960 le croiseur antiaérien Colbert avant d'assurer les fonctions de chef d'état-major de l'Escadre (1961). En 1963 il est auditeur au Centre des hautes études militaires et à l'Institut des hautes études de la Défense nationale.
Major général à Toulon (avril 1965), nommé contre-amiral en septembre 1965, il commande en 1966 le Centre d'entraînement de la flotte, où lui succède en novembre 1968 le contre-amiral Jean Guillou. Il est alors mis à la disposition du secrétaire général de la Défense nationale et est promu vice-amiral en janvier 1969 puis vice-amiral d'escadre en août 1970. Il est versé dans la 2e section  des officiers généraux de la marine en janvier 1971.
Président fondateur de la Commission française d'histoire maritime (1980), on lui doit des travaux historiques ainsi que l'étude publiée en 1993 : La Marine française et la Guerre civile d'Espagne.
Décédé à Toulon le 16 juillet 1992, il est inhumé au cimetière de Cotignac.

## Récompenses et distinctions
- Officier (1952) puis commandeur de la Légion d’honneur (1966).